# フッ化水素ナトリウム
フッ化水素ナトリウム（英: Sodium bifluoride）は、ナトリウムのフッ化物で、化学式NaHF2で表される

## 生成
フッ化水素に、水酸化ナトリウムを反応させるとフッ化ナトリウムができる
{\displaystyle {\ce {NaOH\ + HF -> NaF\ + H2O}}}
フッ化ナトリウムにもう一度、フッ化水素を反応させると、本物質ができる
{\displaystyle {\ce {NaF\ + HF -> NaHF2}}}